# Isaac Ponte
Isaac Ponte Tovar (Lima, 17 de noviembre de 1984) es un exfutbolista peruano. Jugaba de delantero y tiene 40 años. 

## Clubes
| Club                 | País | Año       |
| -------------------- | ---- | --------- |
| Sporting Cristal "B" | Perú | 2001-2004 |
| Sporting Cristal     | Perú | 2003-2004 |
| Alianza Atlético     | Perú | 2005-2006 |
| Loreto FC            | Perú | 2007      |
| Inti Gas             | Perú | 2008      |
| Cobresol             | Perú | 2009      |
| Total Chalaco        | Perú | 2010      |
| UTC de Cajamarca     | Perú | 2011      |
| Atlético Grau        | Perú | 2012      |
| Deportivo Coopsol    | Perú | 2013      |